# Brian Liebenberg
Brian Liebenberg (Benoni, 19 settembre 1979) è un ex rugbista a 15 sudafricano, internazionale per la Francia, dal 2002 centro / apertura dello Stade français.

## Biografia
Nato a Benoni, centro minerario nei dintorni di Johannesburg, in Sudafrica, a 15 anni Liebenberg fece parte della formazione titolare scolastica di Pretoria; dopo il diploma si trasferì in Italia, al Piacenza, in cui militò fino al 2000; in quell'anno si spostò in Francia al Grenoble per un biennio.
Dal 2002 allo Stade français, vinse il titolo di campione nazionale al termine della sua prima stagione nel club parigino e, avendo maturato dopo tre anni il diritto a militare a livello internazionale per il Paese ospite, fu anche convocato in Nazionale francese, in cui esordì nel 2003 per tre test premomdiali, uno contro la Romania e due contro l'Inghilterra.
Con soli tre incontri internazionali alle spalle, fu convocato per la Coppa del Mondo di rugby 2003 in Australia, nel corso della quale disputò tre incontri, l'ultimo dei quali fu la finale per il 3º posto, persa, contro la Nuova Zelanda.
Ha, inoltre, preso parte ai Sei Nazioni 2004 e 2005, vincendo il primo con il Grande Slam.
A tutt'oggi il suo incontro internazionale più recente è del 2005.

## Palmarès
- Campionati francesi: 3
Stade français: 2002-03, 2003-04, 2006-07